# Ek-Playaz
Ek-Playaz — российская рэп-группа из Екатеринбурга, образованная в 1999 году тремя участниками: T-bass, Dry ice (Наум Блик) и Dj Flint. Ещё один участник, Max Ek, покинул коллектив спустя год после выхода дебютного альбома.
В начале 2000-х годов группа Ek-Playaz принимала участие в крупных рэп-фестивалях: Rap Music 2000, «Наши люди 2002», «Наши люди 2003»

## История
Музыкальная рэп и хип-хоп группа Ek-Playaz была образована в 1999 году участниками: T-bass, Dry ice (Наум Блик) и Dj Flint в российском городе Екатеринбург на Урале.
В состав группы входил также ещё один участник — Max Ek. Через год после выпуска первого альбома в 2003-ем году он покидает коллектив и идёт служить в церковь.
Помимо музыкальной сферы деятельности группа «Ek-Playaz» вела свою радиопрограмму, посвященную рэп- музыке, которая называлась «Терапия» и выходила еженедельно на волнах радио «Стиль FM» в течение почти двух лет (1999-2001), до тех пор, пока руководство не решило сменить формат и открыть на этой частоте радио «Шансон».
Группа Ek-Playaz принимала участие в крупных рэп- фестивалях: «Rap Music 2000», «Наши люди 2002», «Наши люди 2003».
Группа на данный момент активно продолжает заниматься музыкальным творчеством.

## Дискография
- 2003 — ИграДаПобеда
- 2005 — Экие Игроки
- 2008 — Жизнь Прекрасна
- 2009 — Вывози Коляску
- 2017 — Ващеваще

## Рецензии
В 2005 году у рэп-группы выходит альбом «Экие Игроки», который был записан на музыкальном звукозаписывающем лейбле RAP Recordz, после чего их альбом был рецензирован.